# جنيه جبل طارق
 جنيه جبل طارق  هو العملة الوطنية في جبل طارق جنبا إلى جنب مع الجنيه الاسترليني ,جبل طارق داخلة ضمن فضاء توحيد العملات مع المملكة المتحدة. وينقسم جنيه جبل طارق إلى 100 بنس.ويجري صرف جنيه جبل طارق بالتماثل مع الجنيه الإسترليني في جبل طارق,لكن بنوك المملكة المتحدة تفرض رسوما على تحويل جنيه جبل طارق إلى الجنيه الإسترليني.